# Zermeghedo
Zermeghedo là một 2 đô thị tại tỉnh tỉnh Vicenza ở vùng Veneto, Ý.
Đô thị này có diện tích  km², dân số là 1351 người (thời điểm 28 tháng 2 năm 2007)